# Alex De Boeck
Alex De Boeck (Brussel, 8 februari 1947) was een Belgisch econoom en voormalig politicus voor Agalev en vervolgens de CVP.

## Levensloop
Alex De Boeck is beroepshalve econoom.
In januari 1993 werd hij voor Agalev lid van de Senaat als rechtstreeks verkozen senator in het arrondissement Brussel ter vervanging van de ontslagnemende Cecile Harnie. Hij vervulde dit mandaat tot in mei 1995. Gedurende diezelfde periode had hij als gevolg van het toen bestaande dubbelmandaat ook zitting in de Vlaamse Raad. In maart 1995 verliet hij Agalev omdat hij vond dat de partij een te linkse koers volgde en stapte hij over naar de CVP.
Bij de gemeenteraadsverkiezingen van 2012 kwam hij op met de eenmanslijst ADB te Meise. Hij behaalde 81 voorkeurstemmen (1.16%), te weinig om verkozen te zijn. Bij de Belgische federale verkiezingen van 2019 stond hij als lijstduwer op de Vlaams-Brabantse kieslijst van PRO, een lijst van lokale burgerbewegingen.